# Río Mangfall
El río Mangfall es un río de Alemania. El Mangfall tiene una longitud total de 58 km y nace como efluente del lago Tegernsee.
Las majores afluentes del Mangfall son los ríos Schlierach, Leitzach, Glonn y Kalten.
Poco después de pasar la ciudad de Rosenheim el Mangfall desemboca al río Eno.

## Principales localidades por las que pasa
- Gmund am Tegernsee
- Rosenheim